# Bonobo (映像配信サービス)
Bonobo（ボノボ）は、2015年9月30日に開始した、パケットビデオ・ジャパン株式会社が運営管理を行った動画・映像配信サービスである。パケットビデオ・ジャパンは配信の仕組みだけを提供し、映画会社、アニメ会社、テレビ局などのコンテンツホルダー（コンテンツの権利者）が自ら作品とその販売形式、価格を設定し、そのコンテンツをさまざまな端末で閲覧することができた。このようなしくみは「直営型」とも呼ばれ、日本ではbonoboが業界初であった。
コンテンツホルダーには、東宝、東映、松竹などの大手映画会社のほか、ウォルト・ディズニー、20世紀FOXなど外資系企業、放送局や制作会社も参加し、話題を呼んだ。トレーラー視聴には会員登録は不要であったが、会員登録をすることで全てのサービスを利用することができた。bonobo会員はdアカウントと連携しており、それを通じたケータイ払いも可能であった。一部のコンテンツや各コンテンツのトレーラーは無料で視聴できた。2017年6月30日に終了。

## 名前の由来
bonobo（ボノボ）という名前は、ボノボというサルの一種に由来する。ボノボ同士の争いはほとんど観察されず、とても平和的な集団行動をとる。"「①人間に一番近い霊長類と言われることから、映画に一番近いポータルを目指す」「②ボノボは知識が高く平和的な動物とされており、コンテンツホルダーが創意工夫によって消費者の利益と事業者の発展を図っていくシンボルとして」"という二つの理由から、「bonobo」と命名された。

## サービス

### 視聴
コンテンツの視聴には、Windows、MacではプラグインAdobe Flash Player(10.0以降)、AppleやAndroid系の端末では専用のアプリが必要であった。画質の選択、字幕や吹き替えの切り替え、3D映像や4K映像、録画、ダウンロード、多端末同時視聴には対応していなかった。

### bonoboコネクト
bonoboコネクトは、ブルーレイディスクやDVDなどのパッケージ商品へのバンドル、各種イベントでの配布などで入手できる専用のシリアルコードを登録することで、コンテンツを視聴できるサービスである。
2016年6月15日からbonoboコネクトを利用して、ソーシャルギフトサービス「giftee(ギフティ)」と連携し、特定の作品を対象に72時間オンライン視聴できるレンタル利用権を友人などにプレゼントできるサービスを開始した。価格は作品ごとに異なり、「フォースの覚醒」が500円、「アベンジャーズ」が400円、「アントマン」が500円、ディズニー/ピクサー作品が400〜500円などであった。

## サービス提供の終了
サービス開始当初は話題を呼んでいたが、2015年以降の国内配信ビジネスで月額定額課金サービスが注目され、作品ごとに販売していたbonoboは認知度があまり上がらなかった。そして開始から1年半あまりである2017年5月8日、パケットビデオ・ジャパンがbonoboを終了すると発表した。その時アカウントを登録していたユーザー数は約9万人であった。5月19日に作品の購入、レンタルを終了し、6月30日をもって全てのサービスを終了した。bonobo契約時に購入したコンテンツなどは、NTTぷらら運営の「ひかりTV」に引き継がれた。
bonoboに続く直営型配信サービスが登場したのは2019年4月16日、ビデオマーケットの「MIRAIL（ミレール）」であった。